# Stadio Carlo Castellani
Stadio Carlo Castellani je víceúčelový stadion v toskánském Empoli. Byl otevřen v roce 1923 a jeho kapacita činí 19 847 diváků. Své domácí zápasy zde hraje tým Empoli FC. Je pojmenován po Carlu Castellanim, bývalém fotbalistovi Empoli, který v roce 1944 zemřel v koncentračním táboru Mauthausen.